# Rig 54
De Rig 54 of Kermac Rig 54 was een afzinkbaar boorplatform en werd in 1963 gebouwd door Avondale Shipyards voor Kerr-McGee. Waar bij eerdere ontwerpen zoals Rig 46 het dek werd ondersteund door vier flesvormige kolommen, had Rig 54 drie kolommen. Het kon werken in waterdieptes tot 175 voet (53 meter) en was daarmee de grootste afzinker ooit.
Het driehoekige ontwerp vormde de basis voor het halfafzinkbare platform Sedco 135.